# بلادلاین رکوردز
بلادلاین رکوردز (انگلیسی: Bloodline Records) شرکت نشر موسیقی آمریکایی است، که در سال ۲۰۰۰ تأسیس شد.